# Большое Микино
Большое Микино — пресное озеро ледникового происхождения в городском округе Егорьевск на юге Московской области России. Находится на Мещёрской низменности, в левобережье Оки, в 7 км к юго-востоку от села Радовицы, у границы с Рязанской областью. Входит в Радовицкую озёрную группу. Занимает 20 место среди озёр области по площади.
Форма озера овальная, береговая линия слабо изрезана. Находится на высоте 117,4 метра над уровнем моря. Площадь озера — 0,8 км². Длина — около 1,5 км, ширина достигает 850 м. Максимальная глубина — 5 м.  
Большое Микино связано двумя каналами с полностью заросшим озером Малое Микино. Острова на озере отсутствуют. Берега низкие, торфянистые, поросшие лесом, на юго-востоке — заболоченный лес. С севера, запада и востока примыкают торфоразработки. Дно озера покрывает густой слой сапропеля толщиной 3,5 м.
Озеро богато рыбой. В нём ловится щука, окунь, ротан, крупный карась и плотва. 
Код водного объекта в государственном водном реестре — 09010102011110000006227.